# Finsk litteratur
För finlandssvensk litteratur, se även Svensk litteratur.

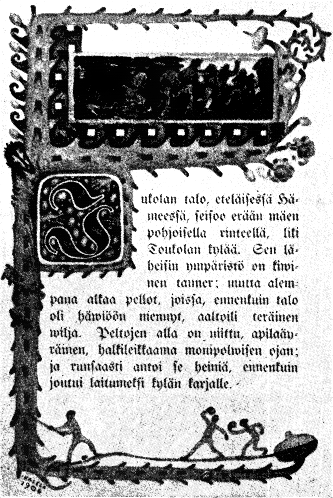
Första sidan ur Sju bröder av Aleksis Kivi (1870).

Finsk litteratur omfattar all litteratur skriven på finska språket, oavsett författarens medborgarskap. Uttrycket kan också avse finländsk litteratur, litteratur skriven i Finland eller av finländare, oberoende av språk.

## Historik

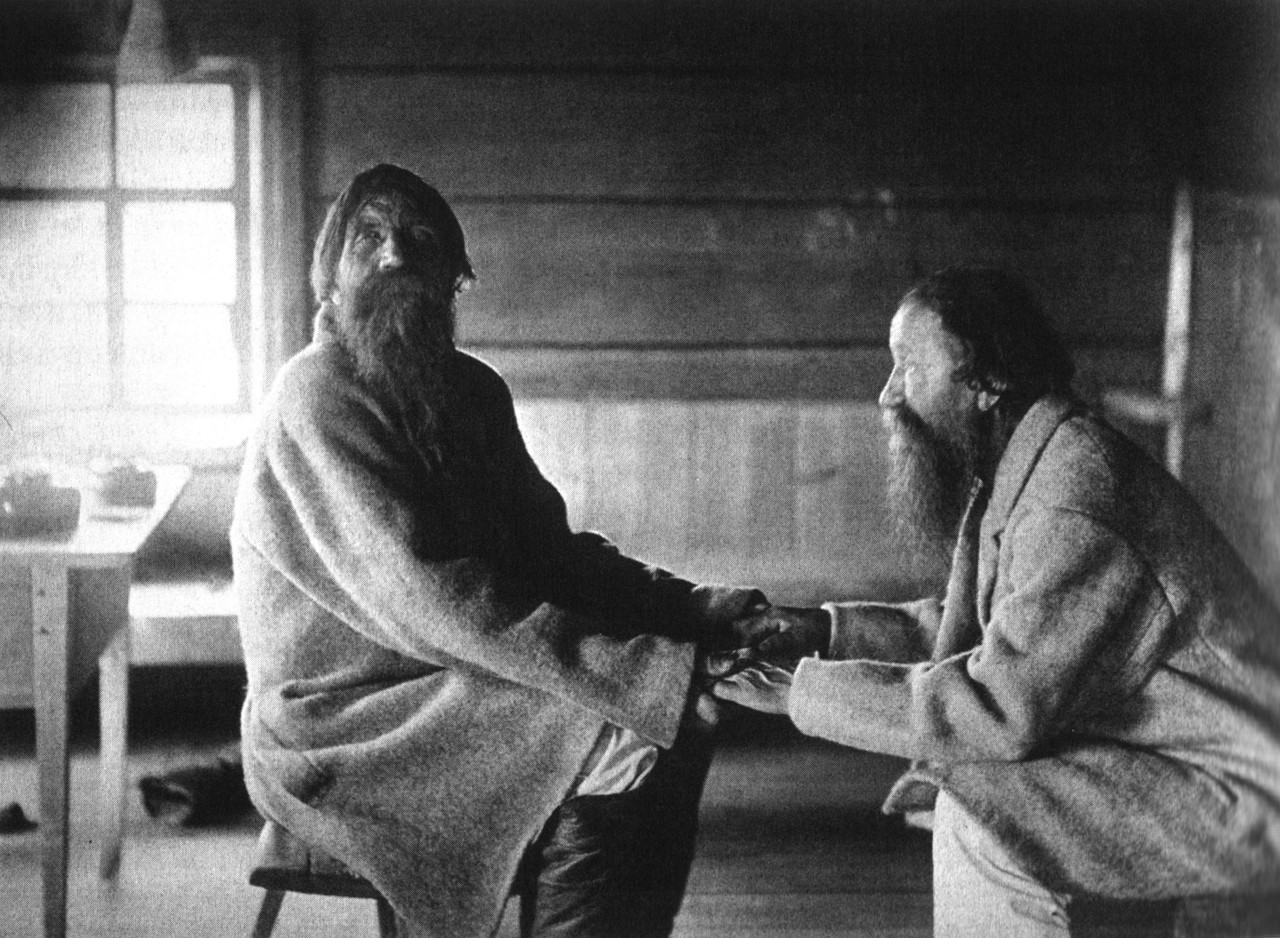
Runosångare i Karelen 1894.

Den finska folkdiktningens rötter sträcker sig långt bak i tiden; versmåttet runometer uppstod under tidig järnålder. Bland skrivna texter är de äldsta de karelska näverdokumenten från 1100–1200-talet.
Skriven finsk litteratur har en kortare historia än den svenska. Det finska skriftspråkets fader anses vara teologen, rektorn, översättaren med mera Mikael Agricola . Abckiria (ABC-boken) som kom ut 1543 anses vara den första boken skriven på finska språket. Han översatte Nya testamentet 1548 till finska.
Länge skrevs mycket litet litteratur på finska. De flesta böcker utgavs för kyrkans behov, men hade också betydelse för utvecklande av det finska skriftspråket i allmänhet. Grundandet av Kungliga Akademien i Åbo ökade forskningen kring finskan. I synnerhet under slutet av 1700-talet ökade intresset för det finska i lärda kretsar, bland annat genom Henrik Gabriel Porthans verksamhet.
Efter rikssprängningen 1809 började ett egentligt nationsbygge, både på svenska, genom till exempel Johan Ludvig Runeberg och Zacharias Topelius, och allt mer också på finska. Jacob Judén skrev ett stort antal dikter och hans Perhekunda (Familjen) 1817 hörde till den första dramatiken på finska. Som banbrytare anses Elias Lönnrot, som sammanställde det finska nationaleposet Kalevala (den första utgåvan 1835), och Aleksis Kivi, som skrev en av de första egentliga finskspråkiga romanerna, Sju bröder (1870), liksom flera teaterpjäser, som spelas ofta. Snart blomstrade litteraturen i Finland också på finska.
Den moderna realismen kom in i finsk litteratur på 1880-talet, genom intryck från Skandinavien och Ryssland, men också andra länder. Bland de främsta realisterna kan nämnas Minna Canth.
Eino Leino var en produktiv diktare med 80-talet verk, däribland Elegia (1908) och Helkavirsiä I och II (1903 och 1908, på svenska som Helkaverser). 
Bland de största författarna efter självständigheten kan nämnas F. E. Sillanpää, som fick nobelpriset i litteratur 1939. På 1920-talet fanns en våg av internationalism, med författare som Mika Waltari, men den politiska situationen på 1930-talet vände åter det största intresset mot nationella angelägenheter.

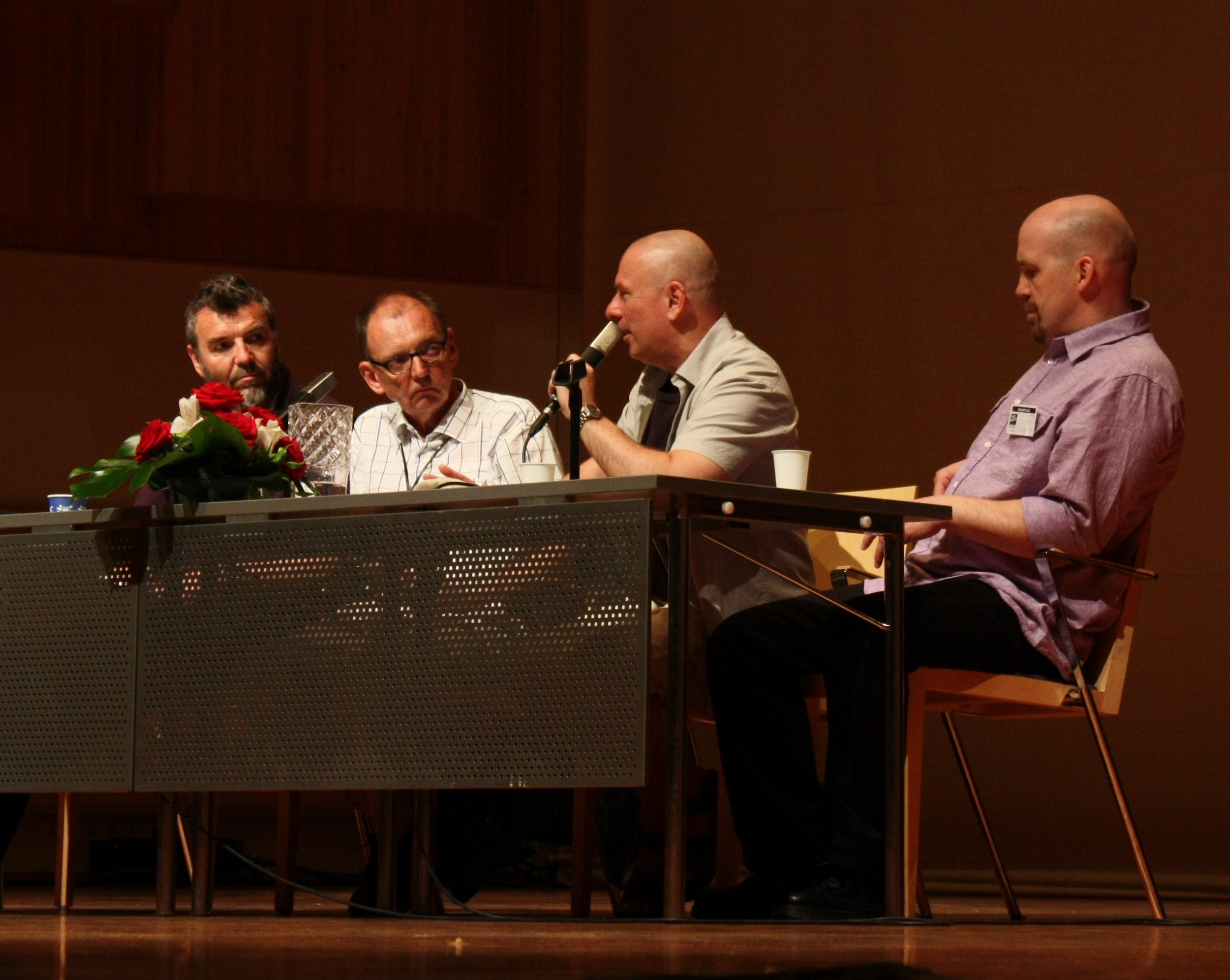
Paneldebatt om krigslitteratur på en bokmässa 2011.

Många författare behandlade kriget (inbördeskriget, vinterkriget och fortsättningskriget). Bland de mest kända är Väinö Linna med Okänd soldat (1954). Han skrev också trilogin Här under polstjärnan, som skildrar landsbygdens utveckling från sent 1800-tal till mitten av 1900-talet. 
Inom efterkrigslyriken slog Aila Meriluoto med Lasimaalaus (1946), som sålde direkt i 25 000 exemplar. Hon översatte också från svenska till finska. Pentti Saarikoski är mest känd för Tiarnia-serien (1977, 1980, 1983).
1950-talets modernism inom den finska litteraturen liknar den finlandssvenska. Bland de finskspråkiga modernisterna kan nämnas Paavo Haavikko.
Antti Tuuri är en skildrare av Österbotten med bland annat En dag i Österbotten (1982). På 2000-talet kan man nämna  Kari Hotakainen med Löpgravsvägen (2008) om en skilsmässa och Sofi Oksanen med	Utrensning (2008), en av flera böcker som utspelar sig i Estland.